# Milano-Torino 1980
La Milano-Torino 1980, sessantaseiesima edizione della corsa, si svolse il 13 settembre su un percorso con partenza a Milano e arrivo a Torino. Fu vinta dall'italiano Giovanni Battaglin della Inoxpran davanti ai suoi connazionali Francesco Moser e Roberto Ceruti.

## Ordine d'arrivo (Top 10)
| Pos. | Corridore          | Squadra                    | Tempo |
| ---- | ------------------ | -------------------------- | ----- |
| 1    | Giovanni Battaglin | Inoxpran                   |       |
| 2    | Francesco Moser    | Sanson-Campagnolo          |       |
| 3    | Roberto Ceruti     | Gis Gelati                 |       |
| 4    | Carmelo Barone     | Sanson-Campagnolo          |       |
| 5    | Knut Knudsen       | Bianchi-Piaggio            |       |
| 6    | Bernt Johansson    | Magniflex-Olmo             |       |
| 7    | Alfio Vandi        | Famcucine-Campagnolo       |       |
| 8    | Josef Fuchs        | Gis Gelati                 |       |
| 9    | Claudio Corti      | Mobili San Giacomo-Benotto |       |
| 10   | Silvano Contini    | Bianchi-Piaggio            |       |